# ルーマニア民俗舞曲
ルーマニア民俗舞曲（ルーマニアみんぞくぶきょく、Sz.56）は、バルトーク・ベーラが1915年に作曲した6曲からなるピアノの小品の組曲である。1917年、自身の手により小管弦楽に編曲（Sz.68）された。バルトークの最もよきルーマニアの友人であり、また最も民謡採集に協力した人物であるイオン・ブシツィアに献呈された。
- 原語曲名：Román Népi Táncok（ハンガリー語） Dansuri populare românești（ルーマニア語） Rumänische Volkstänze（ドイツ語）、 英語ではRomanian Folk Dances
- 演奏時間：ピアノ版第6曲の脚注によると、演奏時間は全部で4分15秒。管弦楽版のスコアでは約6分。
- 作曲時期：1915年
- 初演：『トランシルヴァニアのルーマニア民俗舞曲』の名で、1920年1月16日に当時ハンガリー領だったコロジュヴァール（現ルーマニア領クルージュ＝ナポカ）で、ピロスカ・ヘヴェジの独奏による。

## 特徴
当時ハンガリー王国の一部であったトランシルヴァニア各地の民謡を題材にしたもの。民謡であるため全体的に旋法的であり、民俗的な音楽の原型を保った民謡編曲作品の一つであるが、その他の編曲作品と同じように、独特な和声（とはいえ、耳にはなじみやすい）を用いており、民謡というありふれた素材に新たな生命が与えられている。技巧的な面もあると同時に、演奏においては楽譜には表記されていない民俗音楽的な情緒が求められ音楽的要求は高い。
その親しみやすい旋律と手ごろな長さから彼の小品の中では人気が高く、コンサートにはしばしば取り上げられる。ピアニストだったバルトーク自身もコンサートの際にはよく演奏していた。
原曲の民族音楽的な要素をより強く感じさせる彼自身の編曲も、今では小オーケストラのためのレパートリーの一つとして定着している。他にも、ハンガリー弦楽四重奏団の主宰者でバルトークと親しかったヴァイオリニストのセーケイ・ゾルターンによるヴァイオリンとピアノによる編曲版（1926年）、アーサー・ウィルナーによる弦楽合奏版、管楽アンサンブル版などが存在する。

## 構成
7つの舞曲の旋律を用いて6つの部分で構成されている。なお、ウニヴェルザール出版社から出版されている楽譜では、ルーマニア語で舞曲名が記されている。
1. 棒踊り（ルーマニア語：Jocul cu bâtă，ハンガリー語：Bot tánc，採譜地：Voiniceni）
Allegro moderato　イ調。
2. 帯踊り（ブラウル舞曲。ルーマニア語：Brâul，採譜地：Igriș）
Allegro　二調。繰り返しの時、オクターブを加えて演奏するピアニストもいる。
3. 踏み踊り（ルーマニア語：Pe loc，ハンガリー語：Topogó，採譜地：Igriș）
Andante　ロ調
4. 角笛の踊り（ブチュム舞曲　ルーマニア語：Buciumeana，ハンガリー語：Bucsumí tánc，採譜地：Bucium）
Moderato（一部の版ではMolto moderato）　イ調。繰り返して演奏される事もある。
5. ルーマニア風ポルカ（ルーマニア語：Poarga Românească，ハンガリー語：Román polka，採譜地：Beiuș）
Allegro　ニ調。チェコの影響を感じさせるリズム的には面白い楽章。バルトークは8拍を一単位とする独特なポルカのフレーズを律儀に2拍子と3拍子の交替で記譜している。オリジナルは村の青年によるヴァイオリン演奏である。
6. 速い踊り（マルンツェル舞曲　ルーマニア語：Mărunțel，ハンガリー語：Aprózó，採譜地：Beiuș, Neagra）
Allegro - Piu allegro（管弦楽版ではL'istesso tempo - Allegro vivace）イ調。別々の場所で採譜された、相互に関係のない二つの舞曲のメドレーであり、これと同じ構成は15のハンガリーの農民の歌にも見られる。

ピアノ版第6曲の脚注による演奏時間4分15秒は、すべての曲の合計である3分49秒とは一致しないが、恐らく曲の間を含めてのものであろう。ちなみに、バルトーク自身による録音も存在するが、演奏時間は4分47秒である。

## 応用
- 先述のように素朴な素材が豊かな改造編曲に適しており、現在でも人気がある。最後の2曲はテレビ朝日の『大改造!!劇的ビフォーアフター』の伴奏音楽に利用されていて演出効果を出している他、日本の音楽ユニットALI PROJECTの楽曲「Royal Academy of Gothic Lolita」では第1曲「棒踊り」が引用されている。